# Josep Quera i Còrdoba
Josep Quera i Còrdoba   (Arenys de Mar, 1879 - Barcelona, 1958) fou un llibreter, autor dramàtic i editor català, fundador de la Llibreria Quera.

## Biografia
Amb la colla d'amics del poble feien representacions als portals de les cases, fent-se pagar amb agulles de cap que posteriorment venien a les conegudes puntaires de la costa d'Arenys. Més tard, va començar a treballar als ferrocarrils, però la seva afecció a la literatura catalana el va portar a encaminar-se, cada cap de setmana, per tot Catalunya i Andorra. Era un fervent recopilador de material antropològic català (cançons, tradicions i costums) i viatjava de poble en poble tot divulgant l'ús del català.
El 1897 va començar a publicar una revista velografiada, La Talia Catalana, on figuraven autors com a Ramon Garriga, Josep Maria Folch i Torres, Dolors Monserdà i Vidal, Norbert Font i Sagué, etc. Va sortir durant dos anys, donant-se a conèixer més de vint-i-cinc obres de teatre. El febrer de 1899 va ser cofundador de l'Agrupació Folk-lorística de Barcelona.
El 1903 va treure la col·lecció Biblioteca L'Escon, que fins al 1936 va publicar 187 obres teatrals. El gener de 1906 hi va afegir la revista del mateix nom L'Escon, que consta editada a Tarragona per motius de censura, on publicava peces dramàtiques en forma de fulletó. El desembre de 1918, amb el número 263, la revista va deixar de publicar-se a causa de la pandèmia de grip. A partir d'aleshores, Josep Quera va deixar de viatjar pels pobles i dedicava les tardes a la llibreria, i va seguir publicant obres de teatre en català per a afeccionats, especialment per a centres catòlics. Cada diumenge, la família anava d'excursió per la rodalia de Barcelona, fins que el 1922 compraren un terreny a La Floresta.

## Obra
- Qui tot ho vol tot ho pert (1898)[9]
- Un catalanista (1899),[10] monòleg en prosa de J. i F. Quera i Córdoba
- ¡Parells! (1900)[11] Sainet en un acte i en prosa estrenat el 30 d'octubre 1898 al Círcul Católich de Badalona